# Klassiker (Radsport)

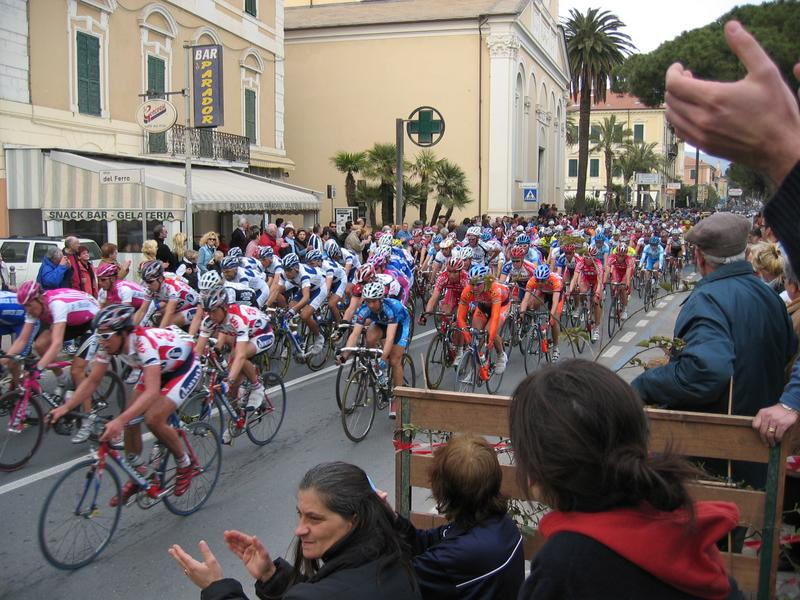
Mailand–Sanremo: Das Hauptfeld in Diano Marina 2004

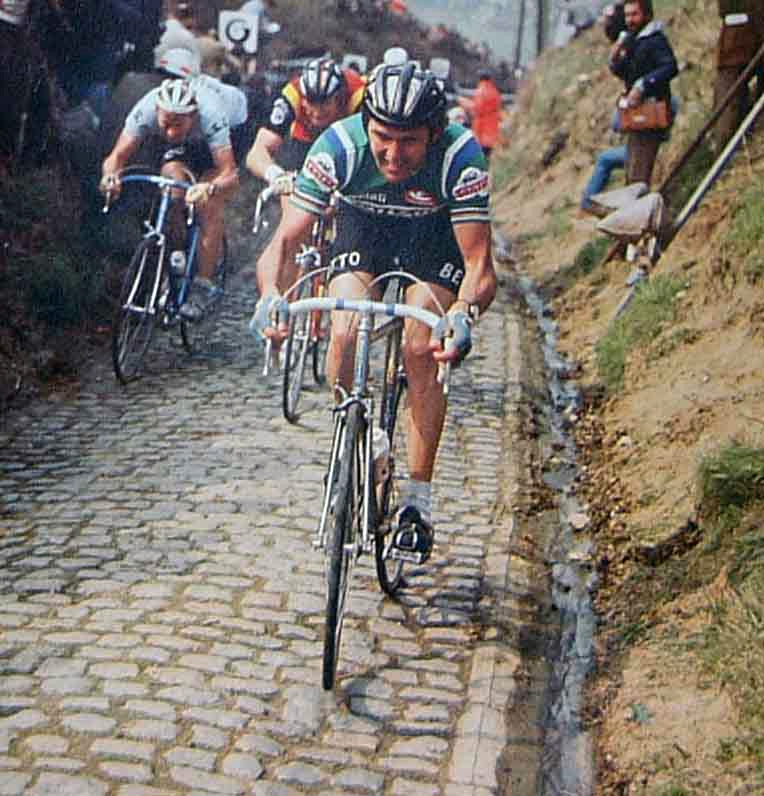
Flandern-Rundfahrt: Roger De Vlaeminck am Koppenberg

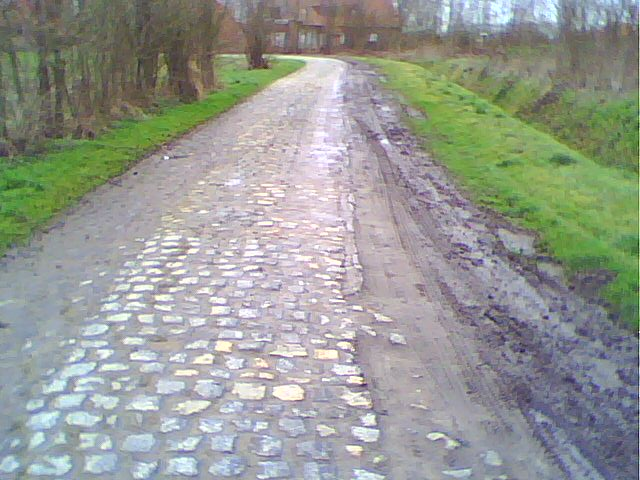
Paris–Roubaix: Carrefour de l’Arbre

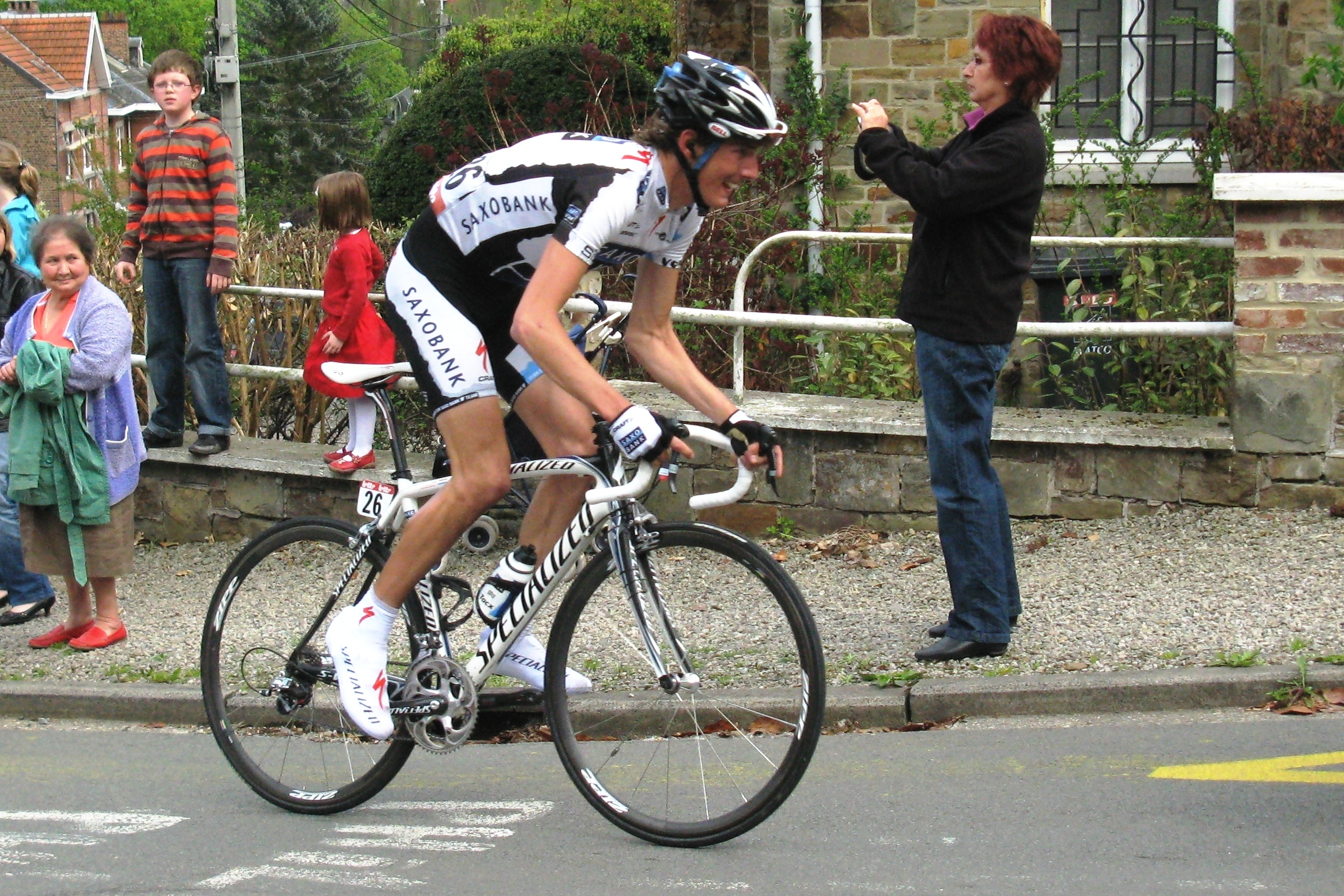
Lüttich–Bastogne–Lüttich: Andy Schleck an der Côte de la Roche-aux-faucons

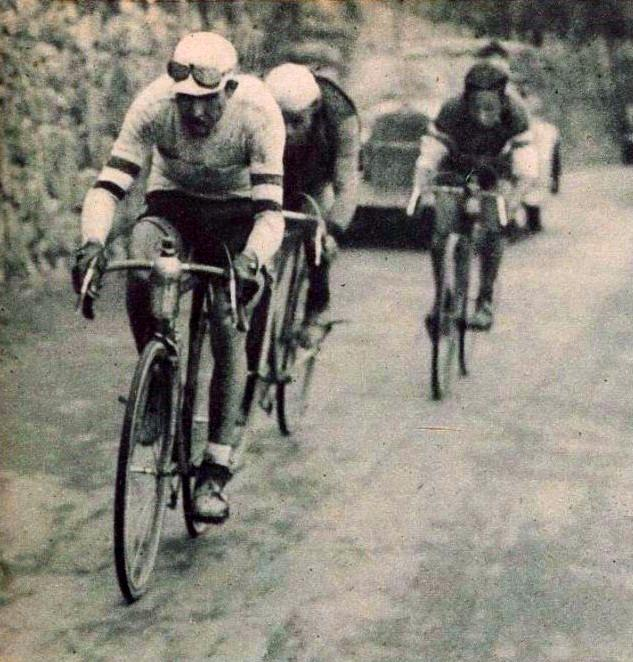
Lombardeirundfahrt: Gino Bartali, Sieger 1936

Als Klassiker werden im Straßenradsport besonders bedeutende und traditionsreiche Eintagesrennen bezeichnet.
Obwohl der Begriff Klassiker im Radsport weder geschützt noch genau definiert ist, lassen sich doch mehrere traditionsbildende Faktoren benennen, die für das Prestige der Radrennen entscheidend sind: das Jahr der Erstaustragung – möglichst vor dem Ersten Weltkrieg –, eine hohe Anzahl von Austragungen, ein während der verschiedenen Auflagen weitgehend unveränderter, von den Anforderungen typischer („klassischer“) Streckenverlauf, die Anerkennung in der Öffentlichkeit und die Qualität der Siegerliste.
Radrennfahrer, die bei Klassikern erfolgreich sind, werden häufig als Klassikerjäger bezeichnet.

## „Monumente des Radsports“
Als bedeutendste Klassiker werden die so genannten fünf „Monumente des Radsports“ angesehen. Diese wurden alle erstmals vor dem Ersten Weltkrieg ausgetragen und weisen einen Palmarès mit zahlreichen bekannten Siegern auf.

### Charakteristik
Jedes dieser Rennen hat eine besondere Charakteristik:
- Mailand–Sanremo („la Classicissima“ oder auch „la Primavera“)[3] an der italienischen Riviera wird häufig im Sprint oder nach einem Angriff am letzten Hügel entschieden.
- Die Flandern-Rundfahrt („de ronde“ bzw. „vlaanderens mooiste“)[4] wird durch kurze, steile Anstiege auf Kopfsteinpflaster, den Hellingen, geprägt.
- Paris–Roubaix („l’Enfer du Nord“ oder auch „La Reine des Classiques“)[5] ist völlig flach und bezieht seine besondere Schwierigkeit aus den ca. 50 Kilometern oftmals extrem groben Kopfsteinpflasterpassagen, den Pavés.
- Das älteste Monument, Lüttich–Bastogne–Lüttich („la doyenne“),[6] wird in den wallonischen Ardennen mit zahlreichen steilen, meist kürzeren, teils aber auch bis zu vier Kilometer langen Anstiegen ausgetragen.
- Während diese vier Klassiker im Frühjahr zu Beginn der Radsportsaison ausgetragen werden, folgt als eines der letzten Rennen der Saison die Lombardei-Rundfahrt („la classica delle foglie morte“),[7] welche auf bergstärkere Fahrer zugeschnitten ist.[8]

### Bedeutung und Begriffsbildung
Der Begriff „Monument“ geht auf den ehemaligen UCI-Präsidenten Hein Verbruggen zurück, der ihn anlässlich der Schaffung des Rad-Weltcups 1989 einführte. Der Weltcup umfasste 10 bis 12 Eintagesrennen und sollte der Internationalisierung des Straßenradsports dienen. Den fünf „Monumenten“ war ein fester Platz im Weltcup zugedacht, während die übrigen Rennen damit rechnen mussten, bei Bedarf durch neue Veranstaltungen in anderen Ländern ersetzt zu werden.
Wenngleich die Ziele des Weltcups nur begrenzt erreicht wurden, konnte sich der Begriff etablieren und verlieh den fünf Rennen besonderes Prestige. In der UCI ProTour, die 2005 den Weltcup ersetzte, nahmen die Monumente eine höhere Kategorie ein als die übrigen Eintagesrennen. In der Nachfolge-Serie UCI WorldTour wurde dieser spezielle Status 2017 verwässert, aber 2023 wieder hergestellt. Das Prestige der Monumente führt in den Medien immer wieder zu Spekulationen, welche Fahrer im Laufe ihrer Karriere alle fünf Rennen gewinnen könnten.

### Palmarès
Seit Einführung des Begriffs hat es noch kein Fahrer geschafft, alle fünf Monumente zu gewinnen. Historisch gesehen gelang es jedoch drei Radrennfahrern, alle fünf später als „Monument“ bezeichneten Rennen mindestens einmal zu gewinnen. Alle drei stammen aus Belgien: Zunächst gelang dies Rik Van Looy, der zwischen 1958 und 1965 insgesamt acht Siege erreichte. Danach konnten Eddy Merckx (zwischen 1966 und 1976) sowie Roger De Vlaeminck (zwischen 1970 und 1979) alle Eintagesrennen gewinnen. De Vlaeminck gewann insgesamt elfmal bei einem Klassiker, Merckx gewann insgesamt 19 Mal (und bei jedem Rennen mindestens zweimal).
| Rennen                   | erste Austragung | aktuelle Distanz | Rekordsieger | Termin  |
| ------------------------ | ---------------- | ---------------- | --- | ------- |
| Mailand–Sanremo          | 1907             | 291 km           | Eddy Merckx (sieben Siege) | März    |
| Flandern-Rundfahrt       | 1913             | 260 km           | Tom Boonen, Achiel Buysse, Fabian Cancellara, Eric Leman, Fiorenzo Magni, Johan Museeuw und Mathieu van der Poel (je drei Siege) | April   |
| Paris–Roubaix            | 1896             | 257 km           | Tom Boonen, Roger De Vlaeminck, (je vier Siege)                                                                                  | April   |
| Lüttich–Bastogne–Lüttich | 1892             | 258 km           | Eddy Merckx (fünf Siege) | April   |
| Lombardei-Rundfahrt      | 1905             | 254 km           | Fausto Coppi (fünf Siege) | Oktober |

## Andere Klassiker, Halbklassiker und moderne Klassiker
Allgemein zu den Klassikern wird auch Paris–Tours gezählt, obwohl der Name und die Strecke des Rennens einige Male wechselten. Strittig ist der Klassikerstatus u. a. für Omloop Het Nieuwsblad (bis 2008: Omloop Het Volk), Gent–Wevelgem, La Flèche Wallonne, Amstel Gold Race, Clásica San Sebastián, Brussels Cycling Classic, früher: Paris–Brüssel, Piemont–Rundfahrt und Mailand–Turin. Diese und andere Rennen werden oftmals „nur“ als „Halbklassiker“ angesehen, da bei diesen Rennen einige der genannten Kriterien für klassischen Rennen ganz oder teilweise nicht vorliegen. Für bedeutende Rennen neueren Gründungsdatums, wie die Clásica San Sebastián, Eschborn–Frankfurt und die mittlerweile für Profis eingestellte Meisterschaft von Zürich wird auch der Begriff moderne Klassiker verwendet; hierzu könnte auch das 1966 erstmals ausgetragene Amstel Gold Race gezählt werden.
Eine Besonderheit stellt das in den Jahren 1891 bis 1988 ausgetragene Bordeaux–Paris dar, das über ca. 600 km führte, aber seit den 1960er Jahren an Bedeutung verlor.

## Frühjahrs- und Herbstklassiker
Die meisten Klassiker finden überwiegend während zweier zeitlicher Schwerpunkte statt:
Im März und April werden vor allem in Italien, Belgien und Nordfrankreich die sogenannten Frühjahrsklassiker ausgetragen, zu denen neben den Monumenten Mailand–Sanremo, Flandernrundfahrt, Paris–Roubaix und Lüttich-Bastogne-Lüttich auch Gent–Wevelgem, Flèche Wallonne und das Amstel Gold Race gezählt werden. In jüngerer Zeit hat das erst 2007 entstandene Rennen Strade Bianche so viel Popularität erlangt, dass es von vielen Fahrer als „sechstes Monument“ angesehen wird.
Die genannten Rennen finden zunächst im März in Italien statt, dann Ende März und in der ersten Aprilhälfte in Flandern sowie Nordfrankreich und in der zweiten Aprilhälfte in den belgischen Ardennen sowie in den südlichen Niederlanden. Die flämischen und französischen Rennen dieser Zeit werden auch „Kopfstein-Klassiker“ genannt, da sie durch häufige Kopfsteinpflasterpassagen (Pavés bzw. Kasseien) sowie steile und kurze Anstiege geprägt sind. Die letzte Phase der Frühjahrsrennen werden auch „Ardennen-Klassiker“ genannt, weisen längere Anstiege auf und sind eher für Bergfahrer geeignet. Aufgrund der Jahreszeit sind alle diese Rennen starken Wettereinflüssen ausgesetzt.
In der zweiten Jahreshälfte folgen die Herbstklassiker, zu denen man aufgrund der Austragungszeit Brussels Cycling Classic, Paris–Tours und die Lombardeirundfahrt zählen kann.

## Deutsche und Schweizer Klassiker

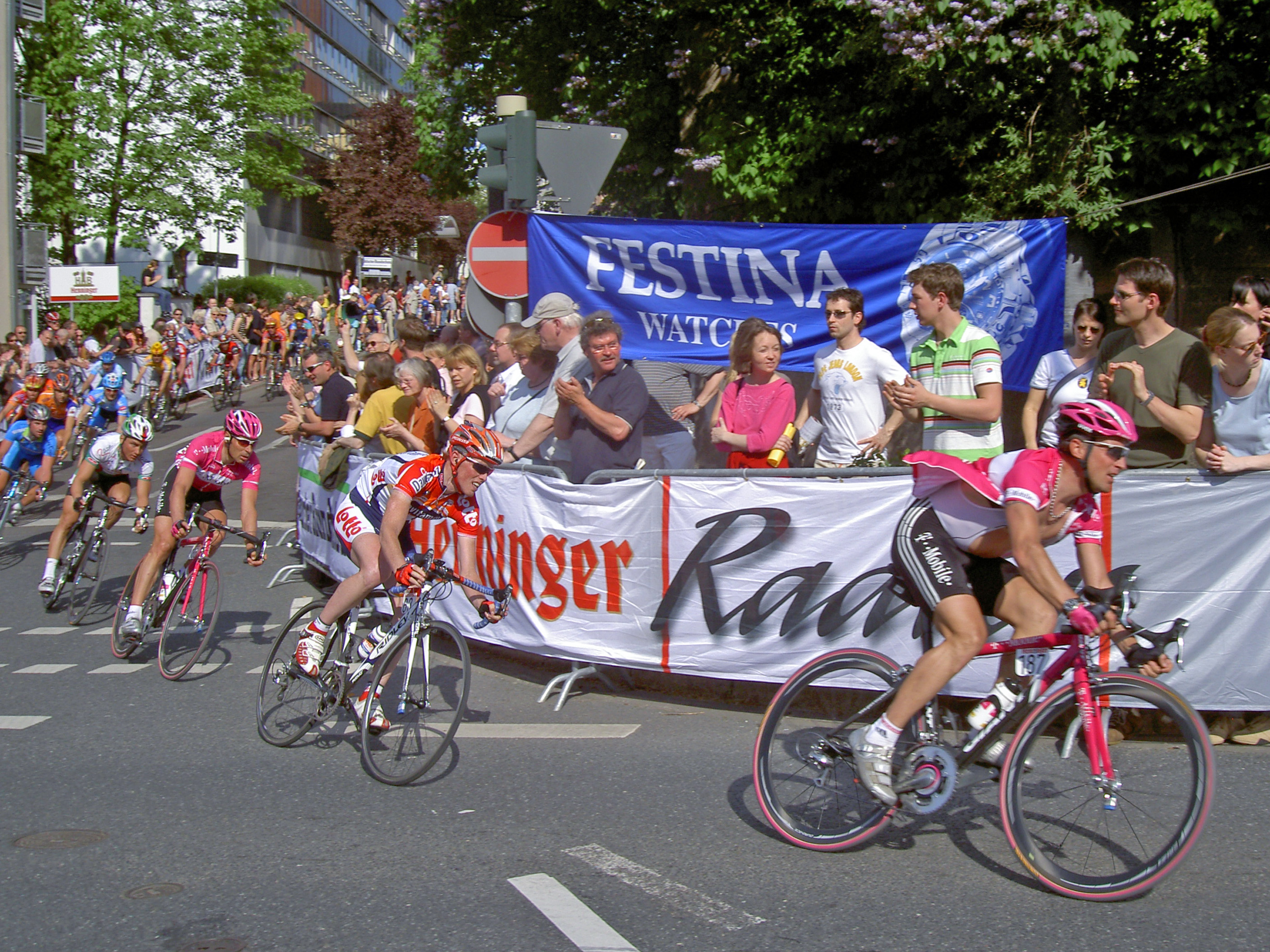
Rund um den Henninger-Turm 2005: an dritter Stelle der spätere Sieger Erik Zabel

In Deutschland werden insbesondere die Radrennen Rund um Berlin (1896 bis 2008), Rund um die Hainleite (1907 bis 2013), Rund um Köln (seit 1908), Eschborn-Frankfurt (von 1962 bis 2008 unter dem Namen „Rund um den Henninger-Turm“) und die Harzrundfahrt (1906–2015) als „Klassiker“ bezeichnet. Während „Rund um Berlin“, „Rund um die Hainleite“ und „Rund um Köln“ ihr Prestige vor allem aus ihrem Alter beziehen oder bezogen, wird dem Frankfurter Rennen dagegen der Klassikerstatus vor allem aufgrund seiner sportlichen Bedeutung zugeschrieben. Bei der Harzrundfahrt sind es die Schwierigkeiten der Harzer Berge sowie zu Beginn die immense Länge von über 300 bis 600 km mit Start in Hannover und Magdeburg.
Ob diese Rennen als Klassiker oder Halbklassiker zu bezeichnen sind, ist ebenso wie bei anderen traditionsreichen deutschen und internationalen Rennen eine Frage der subjektiven Einschätzung. Die Cyclassics Hamburg sind dagegen entgegen ihrem Namen und trotz ihrer Einordnung in die UCI WorldTour und der daraus folgenden exzellenten Besetzung kein Klassiker, da sie erst im Jahr 1996 erstmals ausgetragen wurden.
Auch zahlreiche traditionsreiche Schweizer Eintagesrennen werden als Klassiker bezeichnet, neben der Meisterschaft von Zürich z. B. die Berner Rundfahrt (von 1921 bis 1991: Nordwestschweizer Rundfahrt, 1992 Umbenennung in Berner Rundfahrt), die Vier-Kantone-Rundfahrt und der Große Preis des Kantons Aargau in Gippingen (seit 1964).

## Breitensport-Klassiker
Von Veranstaltern und manchen Radsportenthusiasten werden auch bedeutende Breitensport-Veranstaltungen wie Radmarathons, Radtourenfahren und Jedermannrennen, z. B. Limburgs Mooiste, De Hel van Twente, Paris–Brest–Paris oder der Alpenbrevet, als Radklassiker bezeichnet.